# Повернення Будулая
«Повернення Будулая» (рос. «Возвращение Будулая») — радянський чотирисерійний художній фільм, знятий режисером  Олександром Бланком за мотивами роману  Анатолія Калініна «Циган», продовження телесеріалу  «Циган».

## Сюжет
Бандити жорстоко побили Будулая, і пам'ять не поверталася до нього більше півроку. Тільки випадкова зустріч з сином Іваном, який дізнався від матері, хто його справжній батько, допомогла цигану згадати своє минуле.
Будулай вирішує знайти злочинців. Йому допомагають друзі і міліція. Після того, як бандити опиняються за ґратами, циган повертається до Клавдії і улюбленого сина на донський хутір Вербний.

## У ролях
- Міхай Волонтір —  Будулай Романов
- Клара Лучко —  Клавдія Петрівна Пухлякова
- Олексій Нікульников —  Ваня, син Клавдії
- Аріадна Шенгелая —  доктор
- Ніна Русланова —  Катя
- Леонід Неведомський —  Тимофій Ілліч Єрмаков, голова колгоспу
- Матлюба Алімова (в титрах Ахметова) —  Настя
- Іван Рижов —  директор конезаводу генерал Стрепетов
- Іван Лапіков —  дід Василь
- Ольга Жуліна —  Нюра, дочка Клавдії
- Соня Тимофєєва —  Шелоро
- Рудік Овсепян —  Єгор
- Михайло Долгінін —  Мішка Солдатов
- Олег Хабалов —  вусатий циган
- Михайло Матвєєв —  Шелухін
- Стасіс Петронайтіс —  Ожогін
- Юрій Шерстньов —  «лисий»
- Амаяк Акопян —  Маре, циган-фокусник
- В'ячеслав Баранов —  шофер
- Олександр Вдовін —  шофер
- Костянтин Бутаєв —  епізод
- Сергій Присьолков —  Карпуша

## Знімальна група
- Режисери-постановники:  Олександр Бланк
- Автори сценарію:  Наталія Калініна,  Олександр Бланк,  Радій Кушнерович
- Оператори: Лев Бунін, Іван Сафронов
- Композитори:  Ігор Кантюков,  Валерій Зубков
- Диригенти: Юрій Ніколаєвський
- Художники-постановники: Олександра Конардова